# Список лиц, подвергнутых санкциям США и ЕС в связи с российско-украинской войной
Списки лиц, подвергнутых санкциям США и ЕС в связи с российско-украинской войной обнародованы Советом ЕС, президентом и министерством финансов США.

## Список лиц, против которых введены санкции ЕС, Албании, Исландии, Лихтенштейна, Молдавии, Норвегии, Украины, Черногории и частично признанной Республики Косово
- 1. Сергей Аксёнов — премьер-министр Крыма
  2. Владимир Константинов — председатель крымского парламента
  3. Георгий Мурадов — Постоянный представитель РК при Президенте РФ, заместитель председателя Совета министров Республики Крым
  4. Рустам Темиргалиев — депутат Верховного Совета АР Крым, первый заместитель председателя Совета министров Республики Крым
  5. Денис Березовский — украинский военачальник, командующий Военно-морскими силами Украины
  6. Алексей Чалый — российский предприниматель, 23 февраля 2014 года избран народным сходом мэром Севастополя
  7. Пётр Зима — глава Крымской службы безопасности
  8. Юрий Жеребцов — Спикер Верховной Рады Крыма, один из организаторов референдума о независимости Крыма
  9. Сергей Цеков — председатель Верховного Совета Крыма в 1994—1995 годах
  10. Виктор Озеров — председатель Комитета Совета Федерации по обороне и безопасности
  11. Владимир Джабаров — первый заместитель председателя комитета по иностранным делам Совета Федерации РФ,
  12. Андрей Клишас — глава комитета Совета Федерации по конституционному законодательству
  13. Николай Рыжков — член Совета Федерации,
  14. Евгений Бушмин — заместитель Председателя Совета Федерации Федерального собрания РФ,
  15. Александр Тотоонов — член Совета Федерации, член комитета по вопросам культуры, науки и информации Совета Федераций.
  16. Олег Пантелеев — представитель в Совете Федерации от исполнительного органа Курганской области
  17. Сергей Миронов — депутат Государственной думы, лидер партии «Справедливая Россия — За правду»,
  18. Сергей Железняк — вице-спикер Думы
  19. Леонид Слуцкий — председатель комитета Думы РФ по делам СНГ
  20. Александр Витко — командующий Черноморским флотом РФ
  21. Анатолий Сидоров — командующий Западным военным округом
  22. Александр Галкин — командующий Южным военным округом
- 21 марта опубликован дополнительный список из 12 человек[1]:
  1. Дмитрий Киселёв — замдиректора ВГТРК
  2. Дмитрий Рогозин — вице-премьер правительства России
  3. Сергей Глазьев — советник Президента РФ
  4. Владислав Сурков — помощник Президента РФ
  5. Валентина Матвиенко — спикер Совета Федерации РФ
  6. Сергей Нарышкин — спикер Госдумы РФ
  7. Александр Носатов — заместитель командующего Черноморским флотом России
  8. Валерий Куликов — заместитель командующего Черноморским флотом России
  9. Игорь Турченюк — замначальника Южного военного округа России
  10. Елена Мизулина — депутат Госдумы РФ.
  11. Михаил Малышев — глава комиссии ВС Крыма по организации референдума
  12. Валерий Медведев — председатель Севастопольской городской комиссии по подготовке и проведению референдума
- 29 апреля опубликован дополнительный список из 15 человек:
  1. Дмитрий Козак — заместитель Председателя Правительства Российской Федерации
  2. Олег Белавенцев — полномочный представитель Президента Российской Федерации в Крымском федеральном округе
  3. Валерий Герасимов — начальник Генерального штаба Вооружённых Сил Российской Федерации — первый заместитель министра обороны Российской Федерации
  4. Олег Савельев — министр Российской Федерации по делам Крыма
  5. Сергей Меняйло — исполняющий обязанности губернатора Севастополя
  6. Ольга Ковитиди — член Совета Федерации Федерального собрания Российской Федерации от исполнительной власти Республики Крым
  7. Людмила Швецова — заместитель Председателя Государственной Думы Федерального собрания Российской Федерации
  8. Сергей Неверов — заместитель Председателя Государственной Думы Федерального собрания Российской Федерации
  9. Игорь Дмитриевич Сергун — начальник Главного разведывательного управления Генерального штаба Вооружённых Сил Российской Федерации — заместитель начальника Генерального штаба Вооружённых Сил Российской Федерации
  10. Герман Прокопив — лидер «Луганской обороны»
  11. Валерий Болотов — первый глава самопровозглашённой Луганской Народной Республики (ЛНР)
  12. Андрей Пургин — сопредседатель «Донецкой республики»
  13. Денис Пушилин — председатель временного правительства самопровозглашённой Донецкой Народной Республики (ДНР)
  14. Сергей Цыплаков — один из лидеров «Народного ополчения Донбасса»
  15. Игорь Стрелков — министр обороны ДНР в 2014 году.
- 12 мая опубликован дополнительный список из 13 человек:
  1. Вячеслав Володин — первый заместитель руководителя Администрации Президента Российской Федерации
  2. Владимир Шаманов — командующий Воздушно-десантными войсками Российской Федерации
  3. Владимир Плигин — председатель комитета Государственной Думы Федерального собрания Российской Федерации по конституционному законодательству и государственному строительству
  4. Пётр Ярош — и. о. начальника Федеральной миграционной службы Российской Федерации по Республике Крым
  5. Олег Козюра — и. о. начальника Федеральной миграционной службы Российской Федерации в Севастополе Олег Козюра
  6. Наталья Поклонская — прокурор Республики Крым
  7. Игорь Шевченко — и. о. прокурора Севастополя
  8. Вячеслав Пономарёв — «народный мэр» Славянска
  9. Игорь Безлер — представитель руководства ополчения Востока Украины
  10. Игорь Хакимзянов — министр обороны самопровозглашённой ДНР
  11. Роман Лягин — начальник Центральной избирательной комиссии самопровозглашённой ДНР
  12. Александр Малыхин — начальник Центральной избирательной комиссии Луганска
  13. Олег Царёв — народный депутат Украины
- 12 июля опубликован дополнительный список из 11 человек:
  1. Александр Бородай — премьер-министр самопровозглашённой ДНР
  2. Александр Ходаковский — министр безопасности самопровозглашённой ДНР
  3. Александр Калюсский — вице-премьер по социальным вопросам самопровозглашённой ДНР
  4. Александр Кряков — министр по информации и массовым коммуникациям самопровозглашённой ДНР
  5. Марат Баширов — премьер-министр самопровозглашённой Луганской Народной Республики (ЛНР)
  6. Василий Никитин — вице-премьер-министр самопровозглашённой ЛНР
  7. Алексей Карякин — председатель Верховного Совета самопровозглашённой ЛНР
  8. Юрий Ивакин — министр внутренних дел самопровозглашённой ЛНР
  9. Игорь Плотницкий — министр народной обороны самопровозглашённой ЛНР
  10. Николай Козицын — командующий казачьих войск
  11. Алексей Мозговой — один из лидеров вооружённых группировок в Восточной Украине
- 26 июля опубликован дополнительный список из 15 человек:
  1. Михаил Фрадков — директор Службы внешней разведки Российской Федерации
  2. Николай Патрушев — секретарь Совета Безопасности Российской Федерации
  3. Александр Бортников — директор Федеральной службы безопасности Российской Федерации
  4. Рашид Нургалиев — заместитель секретаря Совета безопасности Российской Федерации
  5. Борис Грызлов — постоянный член Совета безопасности Российской Федерации
  6. Сергей Беседа — руководитель 5-го управления Федеральной службы безопасности Российской Федерации
  7. Михаил Дегтярёв — депутат Государственной думы Федерального собрания Российской Федерации
  8. Рамзан Кадыров — глава Чеченской Республики
  9. Александр Ткачёв — глава администрации Краснодарского края
  10. Павел Губарев — начальник мобилизационного управления Министерства обороны самопровозглашённой ДНР
  11. Екатерина Губарева — министр иностранных дел самопровозглашённой ДНР
  12. Фёдор Березин — полномочный представитель министра обороны самопровозглашённой ДНР
  13. Валерий Кауров — председатель Союза православных граждан Украины
  14. Сергей Здрылюк — заместитель командующего вооружёнными силами самопровозглашённой ДНР
  15. Владимир Антюфеев — первый заместитель премьер-министра самопровозглашённой ДНР по работе с правоохранительными органами
- 30 июля опубликован дополнительный список из 8 человек:
  1. Алексей Громов — первый заместитель руководителя Администрации президента Российской Федерации
  2. Константин Малофеев — основатель российского инвестфонда Marshall Capital Partners, считается [источник не указан 1713 дней] спонсором сепаратистов Донбасса
  3. Аркадий Ротенберг — российский предприниматель
  4. Юрий Ковальчук — российский предприниматель
  5. Николай Шамалов — российский предприниматель
  6. Сергей Абисов — министр внутренних дел по Республике Крым
  7. Борис Литвинов — председатель президиума Верховного совета самопровозглашённой ДНР
  8. Оксана Чигрина — пресс-секретарь самопровозглашённой ЛНР
- 12 сентября опубликован дополнительный список из 24 человек:
  1. Сергей Чемезов — генеральный директор Государственной корпорации «Ростех», член бюро высшего совета партии «Единая Россия»
  2. Мирослав Руденко — начальник «Народного ополчения Донбасса»
  3. Геннадий Цыпкалов — председатель Совета министров самопровозглашённой ЛНР
  4. Александр Захарченко — председатель Совета министров самопровозглашённой ДНР
  5. Владимир Кононов — министр обороны самопровозглашённой ДНР
  6. Олег Береза — министр внутренних дел самопровозглашённой ДНР
  7. Александр Караман — заместитель председателя Совета министров по социальной политике
  8. Андрей Пинчук — министр государственной безопасности самопровозглашённой ДНР
  9. Андрей Родкин — представитель самопровозглашённой ДНР в России
  10. Михаил Шеремет — первый заместитель председателя Совета министров Республики Крым
  11. Георгий Мурадов — заместитель председателя Совета министров Республики Крым
  12. Владимир Жириновский — председатель ЛДПР, руководитель фракции ЛДПР в Государственной думе Федерального собрания Российской Федерации
  13. Светлана Журова — депутат Государственной Думы Федерального Собрания Российской Федерации, член высшего совета партии «Единая Россия»
  14. Олег Лебедев — первый заместитель председателя Комитета по делам СНГ, евразийской интеграции и связям с соотечественниками Государственной Думы Федерального Собрания Российской Федерации,
  15. Владимир Никитин — член президиума ЦК КПРФ, первый заместитель председателя Комитета по делам СНГ, евразийской интеграции и связям с соотечественниками Государственной Думы Федерального Собрания Российской Федерации
  16. Александр Бабаков — председатель комиссии по правовому обеспечению развития организаций оборонно-промышленного комплекса Российской Федерации Государственной Думы Федерального Собрания Российской Федерации, спецпредставитель Президента Российской Федерации по взаимодействию с организациями соотечественников за рубежом
  17. Леонид Калашников — секретарь президиума ЦК КПРФ по международным и экономическим связям, депутат Государственной Думы Федерального Собрания Российской Федерации
  18. Виктор Водолацкий — председатель подкомитета по законодательству в сферах профилактики правонарушений, обеспечения участия населения и общественных организаций в охране правопорядка Комитета по безопасности Государственной Думы Федерального Собрания Российской Федерации, казачий генерал
  19. Владимир Васильев — заместитель председателя Государственной Думы Федерального Собрания Российской Федерации, руководитель фракции «Единая Россия» в Государственной Думе Федерального Собрания Российской Федерации
  20. Иван Мельников — первый заместитель председателя Государственной Думы Федерального Собрания Российской Федерации, первый заместитель председателя ЦК КПРФ
  21. Игорь Лебедев — заместитель председателя Государственной Думы Федерального Собрания Российской Федерации, председатель высшего совета ЛДПР
  22. Николай Левичев — заместитель председателя Государственной Думы Федерального Собрания Российской Федерации
  23. Юрий Воробьёв — заместитель председателя Совета Федерации Федерального Собрания Российской Федерации
  24. Алексей Hаумец — генерал-майор Вооружённых сил Российской Федерации
- 29 ноября опубликован дополнительный список из 13 человек:
  1. Сергей Козьяков — глава центрального избирательного комитета самопровозглашённой ЛНР
  2. Олег Акимов — председатель «Луганского экономического союза»
  3. Лариса Айрапетян — министр здравоохранения самопровозглашённой ЛНР
  4. Юрий Сивоконенко — депутат парламента сампровозглашённой ДНР
  5. Александр Кофман — первый заместитель председателя парламента самопровозглашённой ДНР
  6. Равиль Халиков — первый вице-премьер-министр самопровозглашённой ДНР
  7. Дмитрий Семёнов — заместитель премьер-министра по финансам самопровозглашённой ЛНР
  8. Олег Бугров — министр обороны самопровозглашённой ЛНР
  9. Олеся Лаптева — министр образования, науки, культуры и религии самопровозглашённой ЛНР
  10. Евгений Михайлов — управляющий по делам совета министров самопровозглашённой ДНР
  11. Игорь Костенок — министр образования самопровозглашённой ЛНР
  12. Евгений Орлов — член национального совета самопровозглашённой ДНР
  13. Владислав Дейнего — заместитель председателя народного совета самопровозглашённой ЛНР
- 16 февраля 2015 года опубликован дополнительный список из 19 человек[2]:
  1. Павел Дрёмов (он же «Батя») — командир «1-го казачьего полка»
  2. Алексей Мильчаков (он же «Фриц», «Серб») — командир подразделения ДШРГ «Русич»
  3. Арсений Павлов (он же «Моторола») — командир батальона «Спарта»
  4. Михаил Толстых (он же «Гиви») — командир батальона «Сомали»
  5. Эдуард Басурин — Заместитель Командующего Министерства обороны самопровозглашённой ДНР
  6. Александр Шубин — Министр юстиции самопровозглашённой ЛНР
  7. Сергей Литвин — Заместитель Председателя Совета Министров самопровозглашённой ЛНР
  8. Сергей Игнатов — Главнокомандующий Народной Милиции самопровозглашённой ЛНР
  9. Екатерина Филиппова — Министр юстиции самопровозглашённой ДНР
  10. Александр Тимофеев — Министр бюджета самопровозглашённой ДНР
  11. Евгений Мануйлов — Министр бюджета самопровозглашённой ЛНР
  12. Виктор Яценко — Министр коммуникаций самопровозглашённой ДНР
  13. Ольга Беседина — Министр экономического развития и торговли самопровозглашённой ЛНР
  14. Заур Исмаилов — Исполняющий обязанности Генерального прокурора самопровозглашённой ЛНР
  15. Анатолий Антонов — Заместитель Министра обороны России
  16. Аркадий Бахин — Первый заместитель Министра обороны
  17. Андрей Картаполов — Начальник Главного оперативного управления — Заместитель Начальника Генерального Штаба Вооружённых Сил Российской Федерации
  18. Иосиф Кобзон — Депутат Государственной Думы. Также был назначен Почётным консулом самопровозглашённой ДНР в Российской Федерации
  19. Валерий Рашкин — Первый заместитель Председателя комитета Государственной Думы по вопросам национальностей. Является основателем общественного движения «Красная Москва — Патриотическая помощь фронту»
- 9 ноября 2016 года опубликован дополнительный список из 6 человек:
  1. Руслан Бальбек — Депутат Государственной думы Федерального собрания Российской Федерации VII созыва
  2. Константин Бахарев — Депутат Государственной думы Федерального собрания Российской Федерации VII созыва
  3. Дмитрий Белик — Депутат Государственной думы Федерального собрания Российской Федерации VII созыва
  4. Андрей Козенко — Депутат Государственной думы Федерального собрания Российской Федерации VII созыва
  5. Светлана Савченко — Депутат Государственной думы Федерального собрания Российской Федерации VII созыва
  6. Павел Шперов — Депутат Государственной думы Федерального собрания Российской Федерации VII созыва
- 4 августа 2017 года опубликован дополнительный список из 3 человек:
  1. Андрей Черезов — Заместитель Министра энергетики Российской Федерации
  2. Евгений Грабчак — Директор Департамента оперативного контроля и управления в электроэнергетике Министерства энергетики Российской Федерации
  3. Сергей Топор-Гилка — Генеральный директор ОАО «ВО „Технопромэкспорт“» до его банкротства, Генеральный директор ООО «ВО „Технопромэкспорт“»
- 21 ноября опубликовал дополнение из 1 человека:
  1. Дмитрий Овсянников — Губернатор Севастополя
- 14 мая 2018 года опубликовал дополнение из 5 человек:
  1. Инна Гузеева — заместитель главы избирательной комиссии Крыма
  2. Наталья Безрученко — секретарь избирательной комиссии Крыма
  3. Александр Петухов — глава избирательной комиссии Севастополя
  4. Мирослав Погорелов — заместитель главы избирательной комиссии Севастополя
  5. Анастасия Капранова — секретарь избирательной комиссии Севастополя
- 11 октября 2021 года Совет ЕС опубликовал дополнение из 8 человек (всего стало 185 человек)[3]:
  1. Галина Редько — судья Верховного суда Крыма
  2. Леонид Михайлюк — начальник управления ФСБ по республике Крым и Севастополю
  3. Андрей Долгополов — судья Киевского районного суда в Симферополе
  4. Михаил Белоусов — судья в Симферополе
  5. Владимир Терентьев — глава управления СК РФ по Крыму
  6. Магомед Магомедов — следователь СК РФ
  7. Виктор Можелянский — зампред райсуда в Симферополе
  8. Евгений Колпиков — прокурор Южного военного округа

## Список лиц, против которых введены санкции США, Украины и частично признанной Республики Косово
- 1. Владислав Сурков — помощник Президента Российской Федерации
  2. Сергей Глазьев — советник Президента Российской Федерации
  3. Дмитрий Рогозин — заместитель председателя Правительства России
  4. Валентина Матвиенко — председатель Совета Федерации
  5. Леонид Слуцкий — председатель Комитета Государственной думы по делам СНГ
  6. Андрей Клишас — председатель Комитета Совета Федерации по конституционному законодательству
  7. Елена Мизулина — депутат Государственной думы
  8. Виктор Янукович — экс-президент Украины
  9. Сергей Аксёнов — Председатель Совета министров Республики Крым
  10. Владимир Константинов — Председатель Государственного Совета Республики Крым
  11. Виктор Медведчук — лидер Всеукраинского общественного «Украинский выбор»
- Дополнение списка от 20 марта 2014 года (в порядке и с указанием должностей, приведённым в оригинальном списке):
  1. Евгений Бушмин — заместитель Председателя Совета Федерации, председатель Комитета по федеральному бюджету и финансовым рынкам
  2. Владимир Джабаров — первый заместитель председателя комитета по иностранным делам Совета Федерации
  3. Андрей Фурсенко — помощник Президента России
  4. Алексей Громов — первый заместитель руководителя Администрации президента России
  5. Сергей Иванов — руководитель Администрации президента России
  6. Виктор Иванов
  7. Владимир Кожин
  8. Юрий Ковальчук
  9. Сергей Миронов — член совета Государственной думы, лидер партии «Справедливая Россия — За правду», член комитета Государственной думы по жилищной политике и жилищно-коммунальному хозяйству
  10. Сергей Нарышкин
  11. Виктор Озеров — председатель Комитета Совета Федерации по обороне и безопасности
  12. Олег Пантелеев — первый заместитель председателя Комиссии Совета Федерации по регламенту и организации парламентской деятельности.
  13. Аркадий Ротенберг и Борис Ротенберг
  14. Николай Рыжков — член Совета Федерации, член комитетов Совета Федерации по делам Федерации и региональной политике и по делам Севера и малочисленных народов
  15. Игорь Сергун — начальник главного управления Генерального штаба, заместитель начальника Генерального штаба
  16. Геннадий Тимченко
  17. Александр Тотоонов — член Комитета Совета Федерации по вопросам культуры, науки и информации
  18. Владимир Якунин
  19. Сергей Железняк — заместитель Председателя Государственной думы
- Дополнение списка от 11 апреля 2014 года:
  1. Алексей Чалый — исполняющий обязанности Губернатора Севастополя
  2. Михаил Малышев — председатель избирательной комиссии Автономной Республики Крым
  3. Валерий Медведев — глава избирательной комиссии Севастополя
  4. Рустам Темиргалиев — первый заместитель Председателя Совета министров Республики Крым
  5. Сергей Цеков — член Совета Федерации Федерального Собрания РФ от законодательной власти Республики Крым
  6. Юрий Жеребцов — советник спикера Государственного совета Республики Крым
  7. Пётр Зима — глава Службы безопасности Украины в Крыму
- Дополнение списка от 28 апреля 2014 года:
  1. Олег Белавенцев — полномочный представитель Президента Российской Федерации в Крымском федеральном округе
  2. Сергей Чемезов — генеральный директор Государственной корпорации «Ростех»
  3. Дмитрий Козак — заместитель Председателя Правительства Российской Федерации
  4. Евгений Муров — директор Федеральной службы охраны Российской Федерации
  5. Алексей Пушков — председатель Комитета Государственной Думы по международным делам
  6. Игорь Сечин — президент Государственной нефтяной компании «Роснефть»
  7. Вячеслав Володин — первый заместитель руководителя Администрации Президента Российской Федерации
- Дополнение списка от 21 июня 2014 года:[4]
  1. Валерий Болотов — «народный мэр» Луганска
  2. Игорь Стрелков — один из лидеров самопровозглашённой ДНР
  3. Денис Пушилин — один из лидеров самопровозглашённой ДНР
  4. Андрей Пургин — один из лидеров самопровозглашённой ДНР
  5. Вячеслав Пономарёв — бывший «народный мэр» Славянска
  6. Сергей Меняйло — и. о. губернатора Севастополя
  7. Валерий Кауров — председатель Союза православных граждан Украины
- Дополнение списка от 16 июля 2014 года:
  1. Сергей Беседа — генерал-полковник ФСБ
  2. Александр Бородай — премьер-министр самопровозглашённой ДНР
  3. Сергей Неверов — вице-спикер Госдумы РФ
  4. Олег Савельев — министр по делам Крыма
  5. Игорь Щёголев — помощник президента РФ
- Дополнение списка от 20 декабря 2014 года:
  1. Владимир Антюфеев — бывший первый вице-премьер-министр самопровозглашённой ДНР
  2. Фёдор Березин — бывший замминистра обороны самопровозглашённой ДНР
  3. Игорь Безлер — один из командиров сепаратистов, командир горловской группировки
  4. Павел Губарев — бывший «народный губернатор» Донбасса
  5. Алексей Карякин — спикер Народного совета самопровозглашённой ЛНР
  6. Александр Хряков — бывший министр информации самопровозглашённой ДНР
  7. Николай Козицын — один из командиров сепаратистов, глава Союза казаков Области Войска Донского
  8. Константин Малофеев — российский финансист, глава фонда «Маршалл-капитал», считается спонсором сепаратистов в Донбассе
  9. Алексей Мозговой — один из командиров сепаратистов, командир механизированной бригады «Призрак»
  10. Дмитрий Неклюдов — замглавы МВД Республики Крым
  11. Игорь Плотницкий — глава самопровозглашённой ЛНР
  12. Наталья Поклонская — Прокурор Республики Крым
  13. Мирослав Руденко — один из командиров сепаратистов самопровозглашённой ДНР
  14. Пётр Савченко — бывший министр налогов и сборов самопровозглашённой ЛНР и глава организации «ПроФактор»
  15. Олег Царёв — спикер парламента самопровозглашённой Новороссии
  16. Александр Захарченко — глава самопровозглашённой ДНР
  17. Александр Залдостанов — лидер байкерского клуба «Ночные волки»
- Дополнение списка от 11 марта 2015 года:
  1. Сергей Абисов — министр внутренних дел по Республике Крым
  2. Сергей Арбузов — бывший первый вице-премьер-министр и бывший и. о. премьер-министра Украины
  3. Николай Азаров — бывший премьер-министр Украины
  4. Раиса Богатырёва — бывший министр здравоохранения Украины
  5. Александр Дугин — лидер Евразийского союза молодежи
  6. Екатерина Губарева — бывший министр иностранных дел самопровозглашенной ДНР
  7. Юрий Ивакин — глава министерства внутренних дел самопровозглашенной ЛНР
  8. Павел Канищев — лидер Евразийского союза молодежи
  9. Александр Караман — бывший министр социальной и трудовой политики самопровозглашенной ДНР, бывший министр иностранных дел самопровозглашенной ДНР, бывший заместитель премьер-министра самопровозглашенной ДНР, заместитель председателя Совета министров самопровозглашенной ДНР
  10. Александр Ходаковский — бывший глава службы безопасности самопровозглашенной ДНР, командир батальона «Восток»
  11. Андрей Коваленко — лидер Евразийского союза молодежи
  12. Олег Козюра — глава Федеральной миграционной службы России в Севастополе
  13. Роман Лягин — председатель Центральной избирательной комиссии (ЦИК) и министр социальной и трудовой политики самопровозглашенной ДНР
  14. Сергей Здрылюк — старший «командир сепаратистов», бывший помощник бывшего министра обороны самопровозглашенной ДНР Игоря Гиркина (Игоря Стрелкова)
- Дополнение списка от 30 июля 2015 года:
  1. Андрей Булютин — директор по развитию международного бизнеса концерна «Калашников»
  2. Андрей Клюев
  3. Петр Колбин
  4. Сергей Курченко
  5. Александр Омельченко — главный экспортный директор концерна «Калашников»
  6. Кай Паананен — председатель SET Petrochemicals Oy, управляющий директор Southeast Trading Oy
  7. Роман Ротенберг
  8. Алёна Семёнова
  9. Эдуард Ставицкий
  10. Олег Усачёв
  11. Александр Янукович
- Дополнение списка от 22 декабря 2015 года:
  1. Татьяна Черных — менеджер по международным отношениям Ижевского механического завода
  2. Владислав Дейнего
  3. Эдуард Иоффе — заместитель генерального директора концерна Калашников и Ижевского механического завода по коммерческим вопросам
  4. Вахтанг Карамян — директор концерна Калашников по развитию бизнеса на Ближнем Востоке
  5. Александр Кофман
  6. Сергей Козяков
  7. Василий Никитин
  8. Свен Андерс Ольссон
  9. Андрей Родкин
  10. Дмитрий Табачник
  11. Сергей Цыплаков
  12. Виталий Захарченко
- Дополнение списка от 1 сентября 2016 года:
  1. Анна Анюкина
  2. Эдуард Басурин
  3. Светлана Бордулина
  4. Валентин Демидов
  5. Заур Исмаилов
  6. Ирина Кивко
  7. Владимир Кононов
  8. Евгений Мануилов
  9. Георгий Мурадов
  10. Михаил Назаров
  11. Виктор Палагин
  12. Дмитрий Полонский
  13. Олег Шаповалов
  14. Михаил Шеремет
  15. Александр Шубин
  16. Андрей Васюта
  17. Виктор Яценко
- Дополнение списка от 14 ноября 2016 года:
  1. Руслан Бальбек
  2. Константин Бахарев
  3. Дмитрий Белик
  4. Андрей Козенко
  5. Светлана Савченко
  6. Павел Шперов
- Дополнение списка от 20 декабря 2016 года:
  1. Михаил Дедов
  2. Михаил Клишин
  3. Кирилл Ковальчук
  4. Дмитрий Лебедев[англ.] — председатель совета директоров банка «Россия».
  5. Дмитрий Мансуров
  6. Олег Минаев
  7. Евгений Пригожин
- Дополнение списка от 20 июня 2017 года:
  1. Александр Бабаков — специальный представитель Президента по взаимодействию с организациями, представляющими русских, живущих за рубежом
  2. Вадим Булгаков
  3. Алексей Дикий
  4. Пётр Ярош
  5. Олег Камшилов
  6. Наталья Хоршева
  7. Игорь Корнет
  8. Алексей Кострубицкий
  9. Андрей Мельников
  10. Алексей Муратов
  11. Сергей Назаров
  12. Ирина Никитина
  13. Геннадий Микулов
  14. Леонид Пасечник
  15. Ольга Плаксина
  16. Михаил Плисюк
  17. Денис Ряузов
  18. Дмитрий Уткин
  19. Александр Воробьёв
- Дополнение списка от 26 января 2018 года:
  1. Валерий Абрамов — генеральный директор АО «ВАД»
  2. Игорь Антипов
  3. Андрей Черезов — заместитель Министра энергетики Российской Федерации, координатор Департамента оперативного контроля и управления в электроэнергетике
  4. Евгений Грабчак — директор Департамента оперативного контроля и управления в электроэнергетике Министерства энергетики Российской Федерации
  5. Алексей Грановский
  6. Богдан Колосов
  7. Елена Костенко
  8. Светлана Малахова
  9. Павел Мальгин
  10. Екатерина Матющенко
  11. Александр Мельничук
  12. Сергей Мельничук
  13. Наталья Никонорова
  14. Дмитрий Овсянников
  15. Владимир Пашков
  16. Владимир Павленко — Министр государственной безопасности самопровозглашённой ДНР
  17. Александр Пентя
  18. Виктор Перевалов — первый заместитель генерального директора АО «ВАД»
  19. Елена Радомская
  20. Александр Тимофеев
  21. Сергей Топор-Гилка — генеральный директор ООО «ВО „Технопромэкспорт“»
- Дополнение списка от 15 марта 2018 года:
  1. Сергей Афанасьев
  2. Джейхун Насими оглы Асланов
  3. Анна Богачёва
  4. Мария Бовда
  5. Роберт Бовда
  6. Михаил Бурчик
  7. Михаил Быстров
  8. Ирина Каверзина
  9. Александра Крылова
  10. Григорий Молчанов
  11. Вадим Подкопаев
  12. Сергей Полозов
  13. Глеб Васильченко
  14. Владимир Венков
  15. Владимир Алексеев — первый заместитель начальника ГРУ
  16. Сергей Гизунов — заместитель начальника ГРУ
  17. Игорь Коробов — начальник ГРУ
  18. Игорь Костюков — первый заместитель начальника ГРУ
  19. Евгений Пригожин
- Дополнение списка от 6 апреля 2018 года:
  1. Андрей Акимов — председатель правления «Газпромбанка»
  2. Владимир Богданов
  3. Олег Дерипаска
  4. Алексей Дюмин
  5. Михаил Фрадков — директор Российского института стратегических исследований
  6. Сергей Фурсенко
  7. Олег Говорун — начальник Президентского управления по социально-экономическому сотрудничеству с государствами-членами Содружества Независимых Государств, Республикой Абхазия и Республикой Южная Осетия
  8. Сулейман Керимов
  9. Владимир Колокольцев — Министр внутренних дел Российской Федерации, генерал полиции Российской Федерации
  10. Константин Косачев — председатель Комитета Совета Федерации по международным делам
  11. Андрей Костин
  12. Леоне Мартнез Мигель Хосе
  13. Алексей Миллер
  14. Николай Патрушев — секретарь Совета Безопасности Российской Федерации
  15. Хесус Перес Альвеар
  16. Владислав Резник
  17. Игорь Ротенберг
  18. Кирилл Шамалов
  19. Евгений Школов — помощник Президента Российской Федерации
  20. Андрей Скоч — депутат Государственной думы
  21. Александр Торшин
  22. Владимир Устинов
  23. Тимур Валиулин — начальник Главного управления по борьбе с экстремизмом Министерства внутренних дел Российской Федерации
  24. Виктор Вексельберг
  25. Александр Жаров — глава Федеральной службы по надзору в сфере связи, информационных технологий и массовых коммуникаций
  26. Виктор Золотов — директор Федеральной службы войск национальной гвардии и главнокомандующий войсками национальной гвардии Российской Федерации
- Дополнение списка от 11 июня 2018 года:
  1. Александр Трибун — генеральный директор Divetechnoservices
  2. Олег Чириков — программный менеджер Divetechnoservices
  3. Владимир Каганский — владелец Divetechnoservices, ранее — генеральный директор
- Дополнение списка от 20 сентября 2018 года:
  1. Евгений Пригожин
  2. Михаил Быстров
  3. Михаил Бурчик
  4. Александра Крылова
  5. Анна Богачёва
  6. Сергей Полозов
  7. Мария Бовда
  8. Роберт Бовда
  9. Джейхун Асланов
  10. Вадим Подкопаев
  11. Глеб Васильченко
  12. Ирина Каверзина
  13. Владимир Венков
  14. Виктор Нетыкшо
  15. Борис Антонов
  16. Дмитрий Бадин
  17. Иван Ермаков
  18. Алексей Лукашев
  19. Сергей Моргачев
  20. Николай Козачек
  21. Павел Ершов
  22. Артём Малышев
  23. Александр Осадчук
  24. Алексей Потемкин
  25. Анатолий Ковалёв
  26. Игорь Коробов
  27. Сергей Гизунов
- Дополнение списка от 8 ноября 2018 года:
  1. Александр Басов
  2. Андрей Сушко
  3. Владимир Зарицкий